# Човно-Федорівська ЗОШ І-ІІІ ступенів
Човно-Федорівська загальноосвітня школа І-ІІІ ступенів — загальноосвітній навчальний заклад Зіньківської районної ради Полтавської області.

## Історія
Розвиток освіти в селі Човно-Федорівка пов'язаний з появою у 1892 році Свято-Воскресенської церкви, неподалік від якої було відкрито однокласну церковно-приходську школу, де навчалися як хлопчики так і дівчатка. У перші роки ХХ століття в Човно-Федорівці працювали не лише церковно-приходська, а й відділення земської школи. У 30-х рр. ХХ ст. майже 100 учнів навчалися у початковій школі, директором якої був Греков Василь Олександрович. Ця школа відновила свою роботу і після визволення села від німців восени 1943 року. Кількість учнів швидко зростала, класи були переповнені і постала потреба відкрити семирічну школу. Це було зроблено у 1948 році. ЇЇ директором став Троцький Антон Степанович. Початкові школи продовжували працювати на хуторах: Мисики, Хрести, Федорини та Кольченки. Кількість дітей у них, в різні роки, була від 30 до 55 учнів. Остаточно ці навчальні заклади були закриті на початку 70-х років ХХ століття.
26 травня 1956 року на засіданні виконавчого комітету Опішнянської районної Ради депутатів трудящих Полтавської області було розглянуто питання про відкриття в Човно-Федорівці середньої школи. У ній навчалися діти з Покровського, Арсенська, Шкурпіл, Пишненок, Кирило-Ганнівки, Ставкового, Миколаївки, Романів, Макухів, Лощини, Дамаски, Кирякового, Бабанського, Волошкового, Мисиків, Кольченків та інших сіл. Директором школи було призначено Костюка Макара Макаровича. У червні 1959 року атестати про середню освіту вперше отримали 42 учні. Втілюючи у життя прийнятий урядом у 1959 році закон «Про зміцнення зв'язку школи з життям», у навчальному закладі була створена учнівська виробнича бригада. Старшокласники самостійно вирощували пшеницю, картоплю, соняшник, кукурудзу і навіть цукровий буряк на 50 га землі, якій виділив місцевий колгосп «Маяк». Зароблені кошти витрачали на придбання нових меблів та спортивного інвентарю.
У 1964 році силами вчителів, батьків та учнів збудовано нове приміщення школи з великими кімнатами і спортивною залою.
У 1975 році відкрила свої двері двоповерхова будівля на 392 учнів, у якій учні навчаються і сьогодні..

## Медалісти
За 47 років існування десятирічки атестати про середню освіту отримали майже три тисячі учнів. 19 випускників закінчили школу із золотою медаллю, 24 — зі срібною.

## Відомі випускники
Серед випускників Човно-Федорівської ЗОШ І — ІІІ ступенів — Заслужений артист України, учасник квартету ,,Гетьман" Петро Заєць; кандидат технічних наук, професор Рівненського національного університету водного господарства та природокористування Григорій Масюк; викладач Полтавського державного педагогічного університету iм. В. Г. Короленка, кандидат педагогічних наук, доцент Олена Жданова-Неділько; етнолог, етнограф, краєзнавець, кандидат історичних наук Олена Щербань (Скрипка); генеральний директор Московського НПІ «Нефть-Инжиниринг», кандидат технічних наук Анатолій Різник; єпископ Української православної церкви, єпископ Путивльський, вікарій Київської єпархії Антоній (Сергій Крипак); відомий на Кіровоградшині поет-пісняр Григорій Клименко; заслужений працівник сільського господарства Семен Москаленко; бізнесмен та меценат Петро Хуторянський, який встановив щорічну премію кращим учням школи за особливі досягнення в навчанні, та багато інших

## Директори
Педагогічний колектив навчального закладу у різні роки очолювали: Костюк Макар Макарович, Шляхов Віктор Гнатович, Педик Любов Сергіївна, Коваль Лідія Петрівна, Рижій Володимир Степанович, Коростиленко Олексій Якович, Храпач Ольга Іларіонівна, Осадчий Владислав Васильович, Іващенко Надія Миколаївна, Ємець Валентина Миколаївна, Кулик Інна Олександрівна, Троцька Валентина Петрівна.

## Дитячі творчі колективи навчального закладу
Неодноразові призери районного огляду-конкурсу колективів художньої самодіяльності танцювальні ансамблі «Веселка» та «Перлинки», вокальний ансамбль «Водограй», призер районного огляду театральних колективів театральна студія «Сузір'я», переможець обласного огляду-конкурсу театральних колективів-2017 ляльковий театр «Коза дереза», переможець оласного огляду-конкурсу колективів художньої самодіяльності «Веселка-2014» ансамбль «Веселі ложкарі».

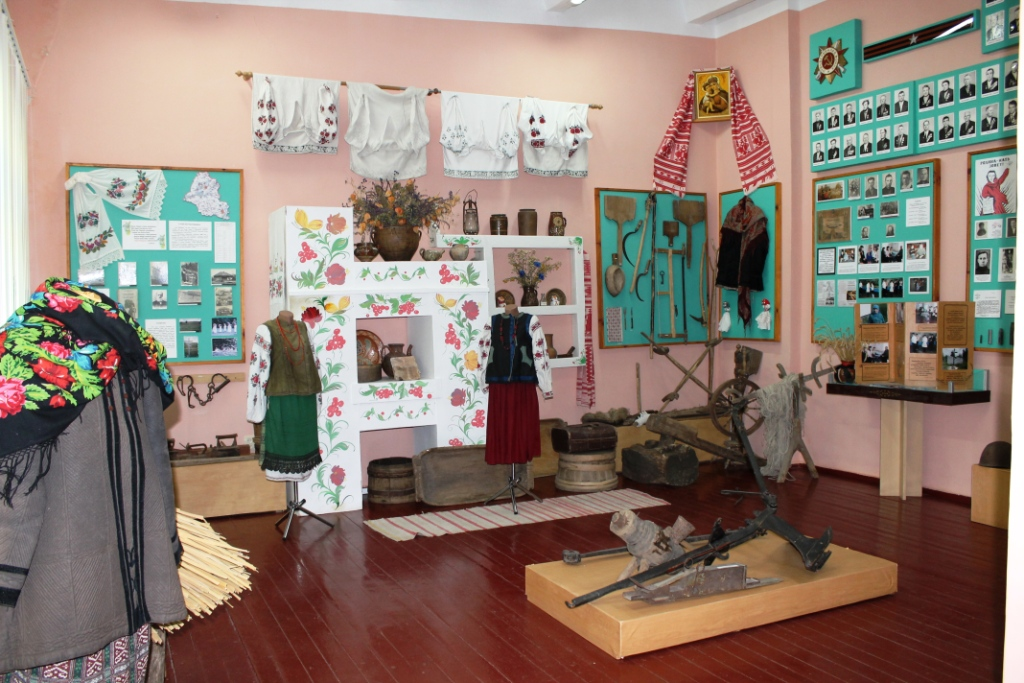
Загальний вигляд експозиції музею

## Шкільний музей
13 червня 2009 року відбулося урочисте відкриття шкільного музею, створеного за ініціативи педагогічного колективу на кошти та руками вчителів, учнів, випускників школи, окремий розділ якого присвячений історії місцевої школи. Музей розміщений у двох кімнатах загальною площею 69 кв. м. Музейний фонд налічує 875 експонатів. Експозиційна площа — 100 кв. м. При музеї працює пошуковий загін. Його члени є активними учасниками різних туристсько-краєзнавчих експедицій та дослідницьких конкурсів. У 2017 році музею було присвоєно звання «Зразковий музей».